# Kato Dikomo

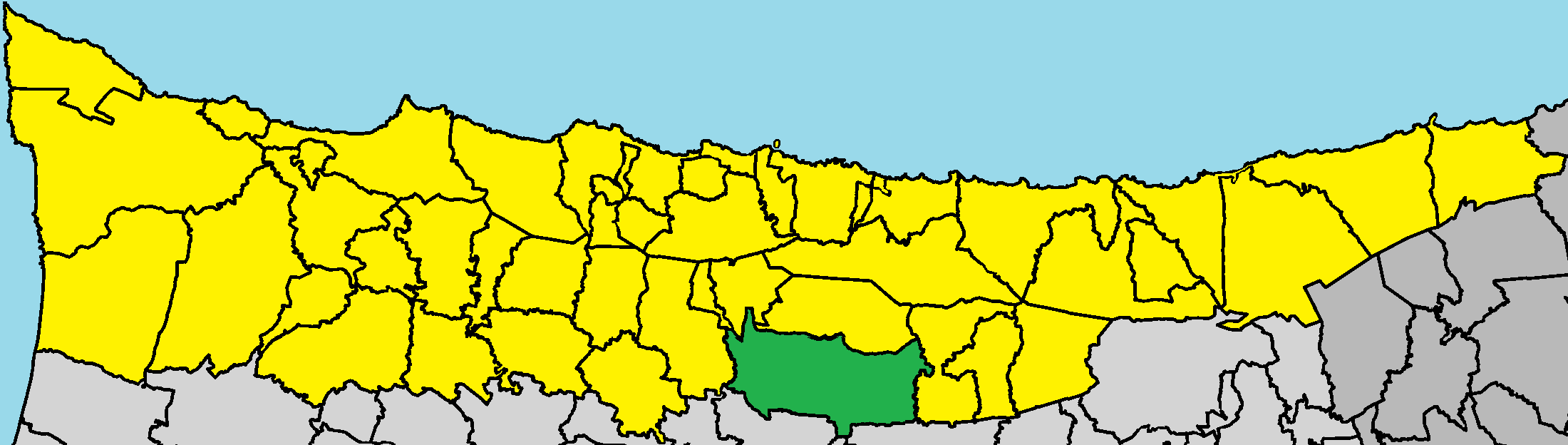
Posizione di Kato Dikomo nel distretto di Kyrenia

Kato Dikomo (in greco Κάτω Δίκωμο?; in turco Aşağı Dikmen) è un villaggio di Cipro, situato a circa metà strada tra Nicosia e Kyrenia.  Esso costituisce la parte bassa del comune turco cipriota di Dikmen.  È sotto il controllo de facto di Cipro del Nord, dove appartiene al distretto di Girne, mentre de iure appartiene al distretto di Kyrenia della Repubblica di Cipro. Sino al 1974 Kato Dikomo è sempre stata abitato esclusivamente da greco-ciprioti.
La sua popolazione nel 2011 era di 3 553 abitanti.

## Geografia fisica
Esso è situato a circa metà strada tra Nicosia e Kyrenia. Si trova otto chilometri a sud della città di Kyrenia, sulle pendici meridionali della catena montuosa del  Pentadaktilos.
Kato Dikomo consiste nella parte inferiore del comune di Dikomo. Pano Dikomo (Aşağı Dikmen in turco) ne è la parte superiore.

## Origini del nome
In greco Dikomo significa "due case", mentre kato significa inferiore. I turco-ciprioti cambiarono il suo nome nel 1975 in Dikmen, che significa "collina conica". Dopo il 1974, si fuse con Pano Dikomo per diventare il comune unico di Dikmen. Tutti i censimenti condotti dopo il 1974 sino al 2006 elencano sia la parte inferiore sia quella superiore del villaggio semplicemente come Dikmen.

## Storia
Dikomo è menzionato da Giovanni Mariti nei suoi "Viaggi" (1769) come residenza di un Agha turco o governatore distrettuale.

## Società

### Evoluzione demografica
Prima del 1974, entrambe le parti del villaggio erano abitate esclusivamente da greco-ciprioti. Nel censimento ottomano del 1831, i cristiani costituivano gli unici abitanti del villaggio (sia Pano sia Kato). All'inizio del secolo non c'erano famiglie musulmane nel villaggio. La sua popolazione aumentò costantemente da 465 abitanti nel 1891 a 1 900 nel 1960.
Tutti gli abitanti del villaggio furono sfollati nel 1974, quando a luglio fuggirono dall'esercito turco che avanzava verso la parte meridionale dell'isola. Attualmente, come il resto dei greco-ciprioti sfollati, i greco-ciprioti di Pano Dikomo sono sparsi nel Sud dell'isola, soprattutto nelle città. Il numero dei greco-ciprioti di Pano Dikomo sfollati nel 1974 era di circa 2 180 abitanti (2 178 nel censimento del 1973).
Oggi questa cittadina (sia Kato sia Pano) è abitata principalmente da turco-ciprioti sfollati dal Sud dell'isola, comprese alcune famiglie di Kotsiatis (Koççat o Koçyatağı in turco), Dali e Armenochori. Tuttavia, il reinsediamento di questa particolare località fu diverso dagli altri villaggi in quanto non ricevette un gran numero di sfollati turco-ciprioti da una singola località. Piuttosto, gli attuali abitanti del paese provengono da varie località, comprese molte famiglie di dipendenti pubblici di Nicosia, così come persone le cui case erano vicine alla  linea verde e quindi in luoghi considerati pericolosi. Ci sono anche alcuni cittadini turchi che vivono nel villaggio. Il censimento turco-cipriota del 2006 poneva la popolazione di Dikomo a 2 605 (incluso Pano Dikomo).